# وقاية من الإصابات
الوقاية من الإصابات هي الجهود التي تبذل لكبح أو تقليل خطورة الإصابات الجسدية التي تسببها آليات خارجية كالحوادث مثلا قبل وقوعها. تعتبر الوقاية من الإصابات عنصرا من عناصر السلامة والصحة العامة وتهدف إلى تحسين صحة السكان عن طريق منع الإصابات ومن ثم تحسين نوعية الحياة وغالبا ما يستخدم مصطلح «الإصابة العرضية» لوصف هذه الإصابات بين الأناس غير المتخصصين ولكن كلمة «عرضية» تعني أن أسباب الإصابات هي أسباب عشوائية في طبيعتها.[بحاجة لمصدر] يستخدم الباحثون مصطلح «الإصابة غير المقصودة» لوصف الإصابات الخارجة عن الإرادة ومع ذلك فمن الممكن الوقاية منها. تظهر البيانات المأخوذة من مراكز مكافحة الأمراض واتقائها في الولايات المتحدة الأمريكية على سبيل المثال أن الإصابات غير المقصودة تسبب عدد وفيات أكثر من تلك التي تسببها أسباب الوفاة الرئيسية التسعة مجتمعة.
تغطي إستراتيجيات الوقاية من الإصابات مجموعة متنوعة من الطرق، وكثير منها يندرج في تصنيفه تحت ما يسمى بـ "3 E’s" لمنع الإصابات وهي: التعليم وهندسة التعديلات والتطبيق/التشريع. كما وقامت بعض المنظمات مثل حماية الأطفال العالمية بتوسيع هذه القائمة إلى " E’s" حيث تمت إضافة: التطور والتحفيز الاقتصادي والتمكين.

## قياس التأثير
يعتبر البحث العلمي في مجال الوقاية من الإصابات أمرا غير سهل وذلك لأن نتيجة الفائدة تقاس بالوفيات أو الإصابات التي تم منعها ومن المستحيل تقريبا قياس عدد الأشخاص الذين لم يصابوا إلى أولئك الذين تعرضوا لإصابات. يمكن أن تقاس الجهود في مجال التعليم عن طريق التغيرات في المعرفة والمواقف والقناعات والتصرفات قبل وبعد التدخل ولكن يمكن أن تنسب هذه التغييرات إلى أن العمل على تخفيض المراضة ونسبة الوفيات غالبا ما يمثل مشكلة.
عادة ما لا تكون دراسة الاتجاهات في المراضة والوفيات في السكان معقدة وقد تعطي بعض المؤشرات على فعالية التدخل للوقاية من الإصابات. وعلى كل فإن هذه الطريقة تفتقر إلى إمكانية المغالطة البيئية (بالإنجليزية: Ecological Fallacy) بحيث تظهر البيانات ترابطا بين التدخل والتغير في النتائج ولكن حقيقة لا توجد علاقة سببية بينهما.

## أنواع الوقاية من الإصابات الشائعة

### سلامة حركة المرور والسيارات
سلامة المرور وسلامة السيارات هي عنصر رئيسي لمنع الإصابات وذلك لأنها السبب الرئيسي في وفاة الأطفال والشباب البالغين في منتصف الثلاثينات من العمر.
بدأت جهود الوقاية من الإصابات في أوائل الستينيات حين عرض الناشط رالف نادر لفكرة أن السيارات أخطر مما ينبغي في كتابه غير آمنة عند أي سرعة. وقد أدى هذا لتغييرات في الطريقة التي تصمم بها السيارات لتسمح بمسافة اصطدام أكبر بين المركبة والراكب.

الهندسة: قياس جدارة اصطدام المركبة وأحزمة الأمان والأكياس الهوائية وقفل أحزمة الأمان بالنسبة لمقاعد الأطفال.

التعليم: العمل على الحث على استخدام أحزمة الأمان وعدم تشجيع القيادة غير السليمة (الضعيفة) والتشجيع على استخدام مقاعد الأمان للأطفال.

التطبيق والتشريع: المرور وتطبيق قوانين حزام الأمان الرئيسية وحدود السرعة وقوانين ضعف القيادة.

### سلامة المشاة
تعتبر سلامة المشاة بؤرة الاهتمام في أبحاث منع الإصابات الوبائية والنفسية. تركز الدراسات الوبائية بشكل نموذجي على الأسباب الخارجية بالنسبة للفرد مثل كثافة المرور والوصول إلى مناطق مشي آمنة والمنزلة الاجتماعية الاقتصادية ومعدل الإصابات وتشريعات السلامة (مثال: غرامات المرور) وحتى شكل المركبات التي تؤثر على خطورة الإصابات الناتجة من الاصطدام. تظهر البيانات الوبائية أن الأطفال في عمر السنة إلى أربع سنوات معرضون لخطر إصابات أكبر في الطرق والأرصفة بينما يتعرض الأطفال من عمر الخامسة وحتى الرابعة عشر لخطر أعظم عند محاولة قطع الطرقات.

يعتبر حجم الدراسات النفسية حول سلامة المشاة حاليا أقل بكثير من ذلك في المجال الوبائي ولكنه ينمو باضطراد. ترجع دراسات سلامة المشاة النفسية إلى منتصف الثمانينات حيث بدأ الباحثون في دراسة المتغيرات السلوكية لدى الأطفال. شملت المتغيرات السلوكية ذات العلاقة اختيار عبور الفجوات في حركة المرور والانتباه للحركة وعدد الضربات القريبة أو الفعلية أو المسارات التي يختارها الأطفال عند عبور طرق متعددة مثل المشي إلى المدرسة. غالبا ما تشمل الدراسات السلوكية المتغيرات التي تنطوي على خطر الإصابة مثل: الأطفال الذين يتورطون في تصرفات خطرة والتي قد تعتبر ذات خطورة كبرى إذا ما كانوا يعبرون الطريق بمفردهم. أكثر التقنيات المستخدمة شيوعا في أبحاث سلوك المشاة هي الطريق التظاهري والذي يقف فيه الطفل على بعد مسافة ما من الرصيف مراقبا حركة المرور على الطريق الحقيقي. بعد ذلك يسير الطفل إلى حافة الشارع حينما تسنح فرصة للعبور. تجنح الأبحاث بشكل تدريجي نحو تقنيات افتراضية حقيقية صالحة إيكولوجيا بشكل أكثر. إن العلماء البارزين في مجال الدراسات النفسية لسلامة المشاة هم: د. بنجامين بارتون ود. ديفيد سكويبل ود. جيمس ثومسون.

### أخرى
فيما يلي قائمة مواضيع مختصرة لبعض مجالات التركيز الشائعة في جهود الوقاية من الإصابات:
- سلامة الدراجات
- سلامة القوارب وسلامة المياه
- سلامة الراكب الطفل
- سلامة منتجات المستهلك
- سلامة السلاح
- سلامة النار والحروق
- سلامة المنزل
- القيادة الضعيفة
- سلامة المشاة
- مراقبة السموم
- سلامة الألعاب
- سلامة المرور
- سلامة الإصابات الرياضية
- سلامة مكان العمل

## القراءات الموصى بها (مجلات أبحاث)
- تحليل الحوادث والوقاية منها
- مجلة الإصابات وبحوث العنف
- الوقاية من الإصابات
- المجلة الدولية لمكافحة الإصابات وتعزيز السلامة
- مجلة أبحاث السلامة
- مجلة الصدمة
- علم السلامة
- الوقاية من إصابات المرور
- بحوث النقل: علم نفس وسلوك المرور

## وصلات خارجية
- حماية الأطفال العالمية
- بعدالإصابة-مستشفى أطفال فيلادلفيا